# 海德倫

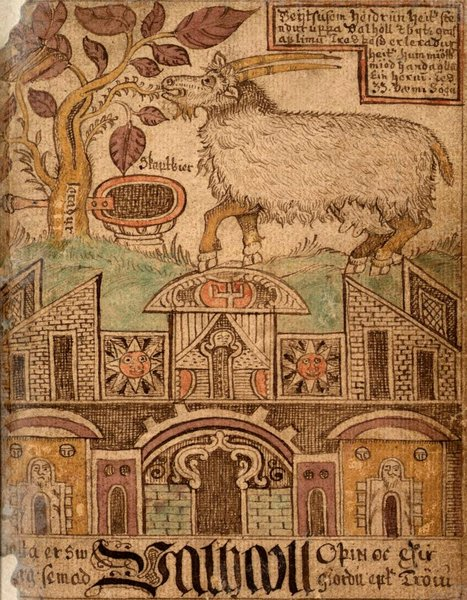
海德伦

海德倫（Heidrun、Heiðrún），也翻譯作「蜜乳山羊」。
在北歐神話中，英靈殿上聚集的勇者的亡靈，英靈們每天練完武之後，會聚在大廳裡喝酒吃肉，而負責供應源源不絕的蜜酒的，就是山羊海德倫。海德倫平時吃著生命之樹雷拉茲的葉子，然後由乳房流出甜美的蜜酒以款待眾英靈。在《詩體埃達》中的〈格理姆尼爾之歌〉，和《散文埃達》中的〈欺騙古魯菲〉均有提及牠。另外，《詩體埃達》抄本之一的《福拉特島之書》中也有同名的山羊，但為一隻公山羊。